# ラインアウト
ラインアウトは、ラグビーユニオンにおける試合再開の型（いわゆるセットプレー）の一つである。ラグビーのルールブックによると、ラインアウトの目的は、ボールがタッチになった後、2列に並んだプレーヤーの間にボールを投入することによって、早く、安全に、公平に試合を再開することである。サッカーにおけるスローインに相当する。ラグビーリーグではラインアウトは1897年に廃止された。
以下、特記ない限り、日本ラグビーフットボール協会ルールによる。

## 概要
ラインアウトには、ボールを投入するプレーヤー（スローワー）、ボールを投入する相手側のプレーヤー、両チーム1名ずつのレシーバー（一般にスクラムハーフ）、出た地点からゴールラインと平行に引かれた仮想線（マークオブタッチ）に並ぶラインアウトプレーヤー（フォワード）が参加する。ラインアウトプレーヤーは、各チーム2人以上で、ボールを投入する側に人数の決定権がある。
ラインアウトのボール投入は、ボールがタッチに出た地点から、ペナルティキックの場合を除き、ボールをタッチに出した相手方のチームが行う。
ラインアウトに参加していないプレーヤーは、ラインアウトが終了するまで、マークオブタッチから少なくとも10メートルあるいは味方のゴールラインのうち、いずれか近い方の後方に、いなくてはならない。それに違反するとオフサイドの反則となる。
ラインアウトは、ボールあるいはボールキャリアーがラインアウトを離れたときに終了する。反則あるいは競技の停止がない限り、終了後は、モールまたはラックに移行することが多く見られる。
ラインアウトで反則あるいは競技の停止があったためにスクラムが命じられる場合、そのスクラムはマークオブタッチと15メートルラインの交わる地点で組む。

## ラインアウトの反則
ルールブックには多数のものが掲載されているが、ここでは、見られがちなものとして、次のものをあげておく。
ノットストレート
マークオブタッチに対してまっすぐにボールが投入されなかったこと。相手側は、ラインアウトでボールを投入するか、15メートルライン上の地点でスクラムを組むかの選択をすることができる。
オブストラクション
ラックあるいはモールが形成された場合以外に、ボールを持っていない相手側のプレーヤーを捕らえたり、押したり、チャージしたり、妨害したりつかんだりすること。15メートルライン上でペナルティキックとなる。

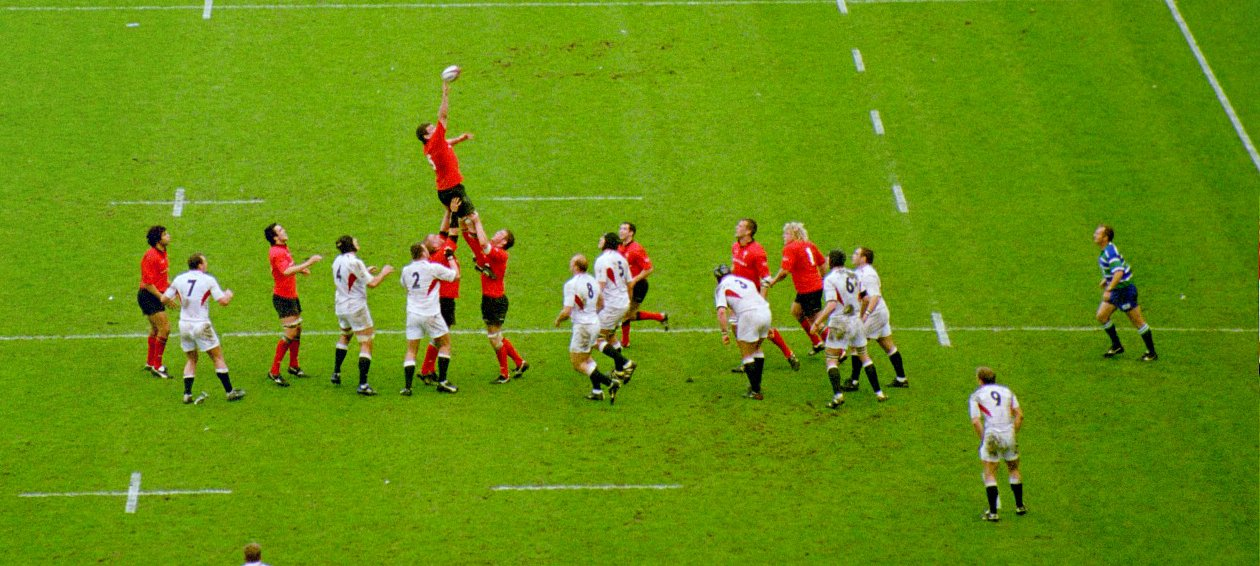
ウェールズ（赤）がイングランドにラインアウトで勝った様子（2004年シックス・ネイションズ）。イングランドは空中でボールを競ることを選択せず、ボールキャリアが着地した時に突進する準備をしている。
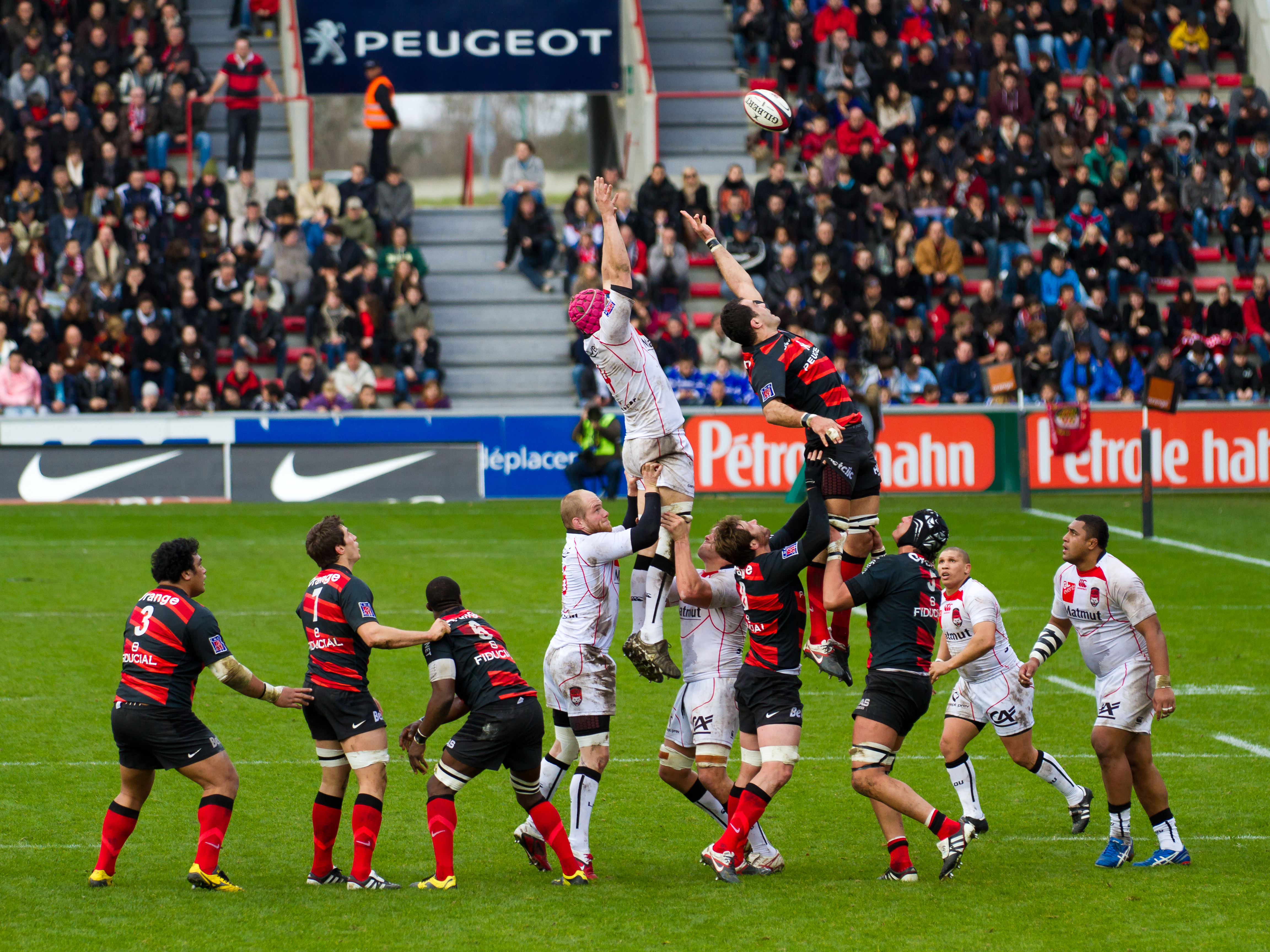
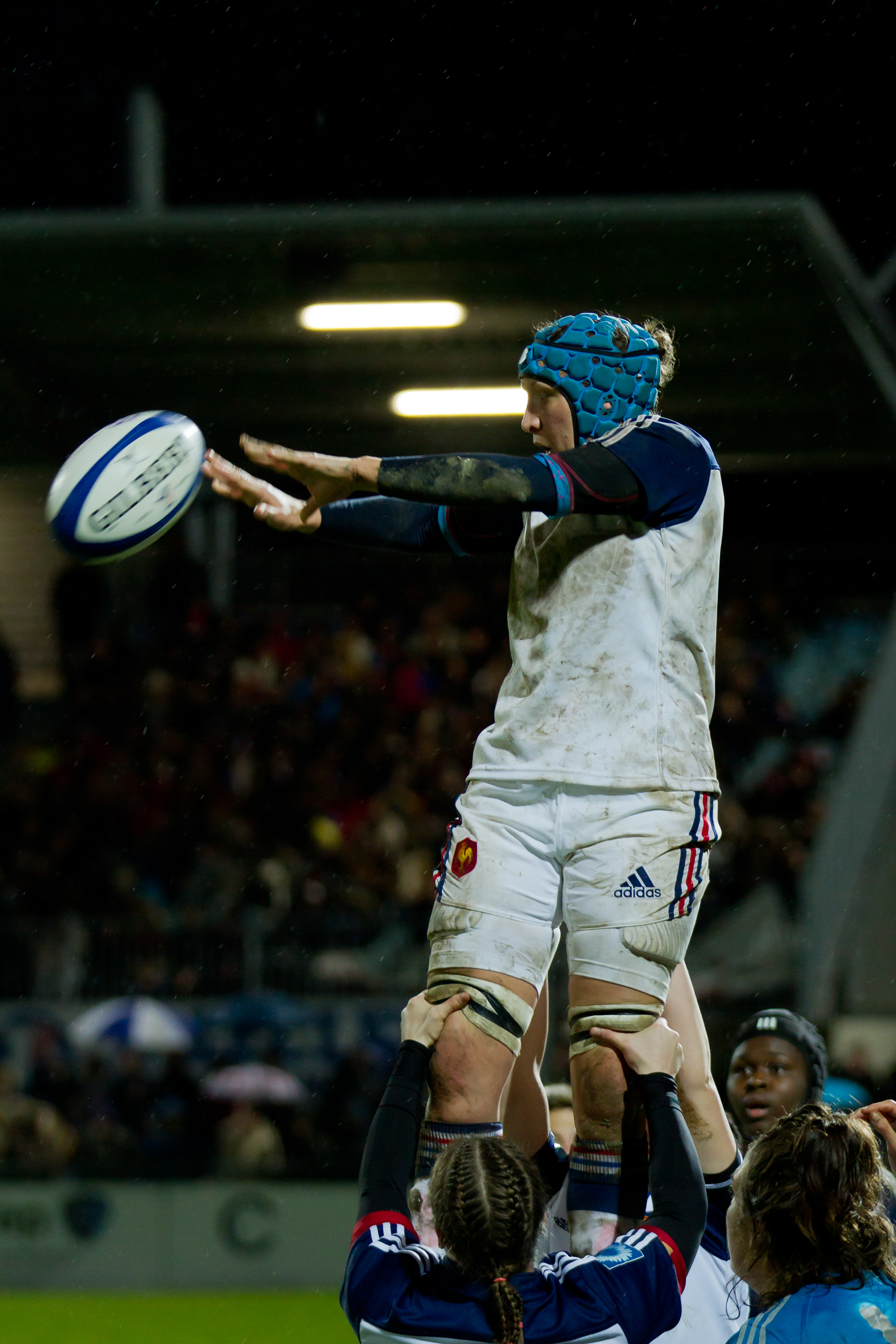